# KBIA
KBIA ist ein freier öffentlicher Radiosender im Netzwerk des National Public Radio in Columbia, Missouri. Das Programm besteht aus lokal produzierten Nachrichtenshows, eigenproduzierten Talkshows und NPR News-Sendungen wie All Things Considered und die Morning Edition.
Die Station gehört der University of Missouri und betreibt eine eigene und eigenständige Nachrichtenredaktion. Sie dient auch als Ausbildungsstätte für Rundfunk und Radio Students der Missouri School of Journalism. Die Studios befinden sich heute in der McReynolds Hall, während der Sender zusammen mit der Übertragungstechnik für KOMU-TV außerhalb der Stadt steht.
KBIA-FM gewann 2017 zwei „National Headliner Awards“. Der Preis wurde 1935 zum ersten Mal verliehen und damals vom Press Club of Atlantic City eingeführt. Heute ist der Preis einer der bedeutendsten Radio-Journalismuspreise in den USA und wird für Produktionen von kommerziellen wie nicht-kommerziellen Stationen verliehen.

## Programme
KBIA nutzt das HD Radio zur Übertragung weiterer Programme
- KBIA analog und HD1: KBIA Hauptprogramm mit Nachrichten, Talk- und Musiksendungen
- KBIA2: auf dem Kanal wird KBIA übertragen, jedoch bei Nachrichtensendungen auf klassische Musik gewechselt
- KBIA: überträgt ein AAA Format